# Stanislav Kolíbal
Stanislav Kolíbal (Orlová, 12 novembre 1925) è un artista, illustratore e scultore ceco nato nell'allora Cecoslovacchia. Dagli anni '50 è una delle figure di spicco della scena artistica della Repubblica Ceca.

## Biografia
Kolíbal si è formato a Praga presso la Scuola di arti applicate dal 1945 al 1951 e successivamente, dal 1951 al 1954, all'Accademia di Belle Arti. I suoi primi lavori erano incentrati sulla figura umana e furono influenzati dall'arte egizia e cicladica mentre in seguito all'incontro con il lavoro di Alexander Calder dopo il 1963 iniziò a lavorare con uno stile più astratto e geometrico.
Si impone come una delle figure di spicco del movimento ceco UB 12, che dominò la scena artistica locale negli anni '60.
Dal 1990 al 1993 fu professore scuola superiore nazionale di belle arti di Praga.